# Samora Pinderhughes
Samora Abayomi Pinderhughes (* 4. September 1991 in Berkeley) ist ein amerikanischer Singer-Songwriter, Pianist und Komponist.

## Leben und Wirken
Pinderhughes stammt aus einer musikalischen Familie und wuchs in Kalifornien auf; die Flötistin Elena Pinderhughes ist seine Schwester. Als Instrumentalist sorgte er schon im jugendlichen Alter für Aufsehen und legte mit 13 Jahren ein erstes Album mit seiner Schwester vor. Er studierte Jazz-Piano an der Juilliard School in New York City; derzeit ist er im Promotionsstudiengang der Harvard University. Zu seinen Mentoren gehörten Anna Deavere Smith, Vijay Iyer und Jason Moran.
Pinderhughes arbeitete mit Künstlern wie Herbie Hancock, Glenn Ligon, Sara Bareilles, Robert Glasper, Simone Leigh, Daveed Diggs, Kyle Abraham, Titus Kaphar und Lalah Hathaway und tourte mit Branford Marsalis, Xian aTunde Adjuah, Common und Emily King. Seine Songs sind ästhetisch divers und muten multistilistisch an; sie vereinen Popmusik mit Jazzelementen, Rock und Folk. Seine Liedtexte thematisieren oftmals die Notwendigkeit zu Veränderungen und beschreiben gesellschaftliche Missstände. Er veröffentlichte Werke wie The Transformations Suite, Black Spring EP und 2022 sein Album Grief, das vom Down Beat vier (von fünf) Sternen erhielt. Die New York Times wertete es als ein »visionäres« Werk von »einem der bewegendsten Singer-Songwriter unserer Zeit, egal in welchem Genre.« Pinderhughes komponierte auch für den Dokumentarfilm Going to Mars: The Nikki Giovanni Project (gemeinsam mit Chris Pattishall) sowie für Streichquartett und für Kammerorchester. Zudem ist er auf Alben von Xian aTunde Adjuah, Tony Lustig, Meshell Ndegeocello und Braxton Cook zu hören.

## Diskographische Hinweise
- The Transformations Suite (2016)[9]
- Grief (Stretch Music 2022)[5]
- Venus Smiles Not in the House of Tears (Good Cloud Day 2024)[10]